# Thai szoláris naptár

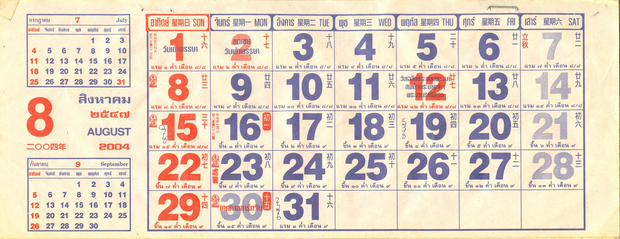
Egy szokványos naptár egyik panelje, melyen 2004, augusztusa szerepel (2547). A holdnaptár dátumai is szerepelnek rajta.

A thai szoláris naptárat (thaiul: ปฏิทินสุริยคติ, (RTGS átírással patithin suriyakhati, "szoláris naptár")) V. Ráma király vezette be a Gergely-naptár sziámi változataként i. sz. 1888-ban. Ezzel a thai holdnaptár után ez lett Thaiföld hivatalos naptárja. Az utóbbit a hagyományos és vallási események időpontjának meghatározásához a mai napig alkalmazzák. Az éveket a buddhista időszámítás thaiul: พุทธศักราช, พ.ศ., RTGS átírással Phutthasakkarat) szerint számozzák, mely 543 évvel előzi meg a Gergely-naptárat.

## Évek
A sziámiak általában két naptárt használtak, egy vallásit és egy hétköznapit. A hétköznapi vagy minor korszaki (thaiul: จุลศักราช, chula sakarat) az elképzelések szerint akkor alakult ki, mikor először bevezették Gautama imádatát, és megegyezik a burmai naptárral, melyet ME vagy BE jelöléssel rövidítenek, s melyek közül az utóbbit nem szabad összekeverni a Buddha szerinti idővel, mely a vallási naptár alapja.

### Rattanakosin korszak
Chulalongkorn király 1889-ben változtatásokat eszközölt a hétköznapi naptárban, bevezette a Rattanakosin korszakot (thaiul: รัตนโกสินทรศก, Rattanakosin Sok, rövidítve ร.ศ. és R.S.) . A naptár kezdő éve az 1. év 1782-re, I. Ráma trónra kerülése a Csakri-dinasztia megalakítása és Bangkok fővárossá tétele volt. A két időszámítást úgy lehet egymásba átszámítani, hogy a thai naptár évszámaihoz április 6-tól decemberig hozzá kell adni 1781-et, januártól április 5-ig pedig 1782-t.

### Buddhista korszak
Thaiföldön az egyház által használt buddhista időszámítás szerint a 0. év kezdete i. e. 543. március 11-én volt, amiről úgy gondolják, hogy Sákjamuni Buddha halálának a napja. Vadzsiravut (VI. Ráma) megváltoztatta ennek a BE-vel rövidített Buddha korszaknak a számozását, és ottani időszámítás szerint 2455-ben, nyugati időszámítás szerint 1912-ben visszaállította az év első napját március 1-re.

### Újév
Újév, a naptári év kezdete, mikor megnövekszik eggyel a naptári év sorszáma, eredetileg egybeesett a Songkran számított idejével, mikor a Nap átlép a kos csillagképbe. Így 1822-ben az év április 11-én kezdődött. Ahogy korábban már szerepelt, VI. Ráma 1912-ben (ottani időszámítás szerint 2455-ben) áttette az év kezdetét április 1-re. Így 130 RS csak 354 napig tartott, 1911. április 11-től 1912. március 31-ig.
1940. szeptember 6-án Phibunsongkhram miniszterelnök olyan határozatot hozott, mely szerint 2484 január 1-én kezdődik, így 2483 csak 1940. április 1-től december 31-ig tartott. Azelőtt a január 1. és március 31. közötti időszakban 542-vel, egyéb esetben 543-mal kellett kiigazítani az évszámot. Például
| Hónap      | 1–3   | 4–6  | 7–9  | 10–12 | 1–3   | 4–6  | 7–9  | 10–12 | 1–3  | 4–6  | 7–9  | 10–12 | 1–3  | 4–6  | 7–9  | 10–12 |
| CE         | 1939  | 1939 | 1939 | 1939  | 1940  | 1940 | 1940 | 1940  | 1941 | 1941 | 1941 | 1941  | 1942 | 1942 | 1942 | 1942  |
| BE         | 2481  | 2482 | 2482 | 2482  | 2482  | 2483 | 2483 | 2483  | 2484 | 2484 | 2484 | 2484  | 2485 | 2485 | 2485 | 2485  |
| Thai hónap | 10–12 | 1–3  | 4–6  | 7–9   | 10–12 | 1–3  | 4–6  | 7–9   | 1–3  | 4–6  | 7–9  | 10–12 | 1–3  | 4–6  | 7–9  | 10–12 |

Ma a nyugati újév (január 1.) és a hagyományos, április 13–15 között ünnepelt thai újév (thaiul: สงกรานต์, Songkran) is nemzeti ünnep Thaiföldön. A hagyományos thai naptárban a következő állatövi jegyre a mostanra április 13-ra lefixált thai újévkor állnak át. Ennek ellenére a Thaiföldön élő kínai közösség a kínai naptár szerint határozza meg az újév első napját, és innentől váltanak át a 12-éves állati ciklusra is.

## Hónapok
A hónapok nevét a hindu asztrológiában használt nevekből származtatják, az állatövi nevek alapján. A harmincnapos hónapok neve ajonra (thaiul: -ายน végződik a szanszkrit āyana gyökér alapján. A 31 napos hónapok nevének a vége -akhom (thaiul: -าคม), aminek a szanszkrit āgama a gyökere.

## Külső linkek
- Thai Time by Anthony Diller Archiválva 2008. augusztus 20-i dátummal a Wayback Machine-ben
- Thai Buddha képek a hét napjainak
- Thai Lunar/Solar Calendar (BE.2300–2584) (Thai Language)